# 水浴寺石窟
水浴寺石窟，位于中国河北省邯郸市邯郸市峰峰矿区，石刻时间为南北朝至明代时期，隔凤凰台和天宫峰与北响堂寺东西相峙，因规模比南、北响堂寺小，又叫小响堂。1982年被评为河北省重点文物保护单位。2013年5月，被国务院公布为第七批全国重点文物保护单位。